# Lorenzo de Cura y Pérez Caballero
Lorenzo de Cura y Pérez Caballero (ca. 1853 - Bañares, 29 de septiembre de 1939) fue un político carlista español. 

## Biografía
Durante la tercera guerra carlista fue teniente coronel del Ejército de Don Carlos. Posteriormente presidió la junta carlista de Santo Domingo de la Calzada y fue elegido diputado provincial por el distrito de Haro-Santo Domingo en 1901 y en 1905, teniendo por rivales políticos a Sagasta, Tirso Rodrigáñez y Amós Salvador.
Tras la separación de Vázquez de Mella del carlismo en 1919, permaneció leal a Don Jaime. Participó en la junta jaimista de Biarritz, reorganizado después el jaimismo en La Rioja, y fue jefe regional jaimista de Castilla la Vieja. Como tal, en 1930, tras la caída de la dictadura de Primo de Rivera, fue uno de los firmantes de un manifiesto a los españoles titulado «Doctrinas y anhelos de la Comunión tradicionalista».
En 1932 se unió a la escisión cruzadista del carlismo. En contra de lo dispuesto por José María Mazón, jefe provincial de la Comunión Tradicionalista en La Rioja, Lorenzo de Cura llegó a apoyar en nombre del carlismo a la candidatura de la CEDA para las elecciones de febrero de 1936, tras la exclusión del candidato tradicionalista Romualdo de Toledo y Robles de la lista derechista en Logroño.
Fue condecorado por Don Jaime con la Cruz de la Orden de la Legitimidad Proscrita y, poco antes de morir, fue nombrado por el general Franco teniente honorario del Ejército español junto con el resto de supervivientes carlistas veteranos de las guerras civiles del siglo XIX.